# Tartã

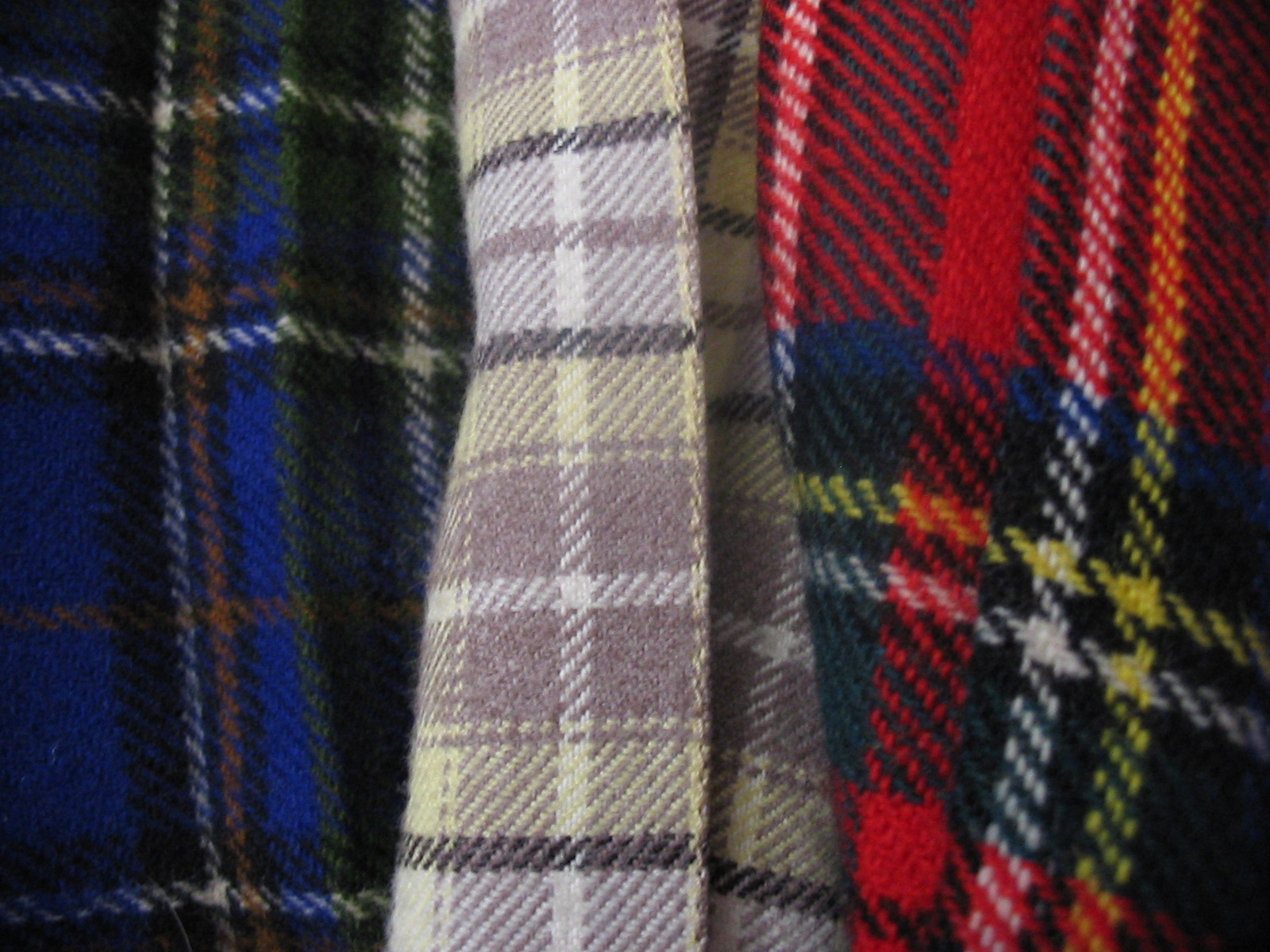
Três tipos de tartã escocês

Tartã (do inglês tartan) é um padrão quadriculado de estampas, composto de linhas diferentes e cores variadas. A título de exemplo, podemos mencionar o uso frequente desta estampa em kilts, indumentária típica escocesa.

## Etimologia
A palavra tartan significava, originalmente, "tecido de lã leve".

## História
Estampas geométricas fazem parte da história humana. Na história da moda ocidental, a origem do xadrez pode ser traçada até a Idade do ferro (700 –50 a.C.) no Norte da Europa, mais especificamente nos pântanos da Alemanha e Dinamarca. A origem de estampas geométricas é sempre associada aos Escoceses, mas, de acordo com o historiador têxtil E. J. W. Barber, essas estampas remontam aos antigos Celtas. Pesquisas arqueológicas escavaram vários indícios de sacrifícios humanos, nos quais foi possível identificar as padronagens têxteis das roupas das vítimas. Estas se compunham quase exclusivamente de tecidos com padronagem xadrez em fio de lã, tecido 2 x 2 cruzado (em forma de losango).
Os pigmentos de base vegetal davam a cor na lã, naturalmente branca. Um manto encontrado em Thorsberg, na Alemanha, comprova uma padronagem xadrez combinando 3 tons de azul; já a roupa de uma jovem de Lønne Hede, na Dinamarca, compõe-se de saia e blusa em xadrez azul e vermelho com um barrado em xadrez vermelho e branco. Hoje, este xadrez vermelho e branco é conhecido por padronagem Medevi square e considerado como a marca registrada do xadrez sueco, assim como a padronagem xadrez branco e preto é conhecido como Vichy.
Como símbolos dos clãs escoceses, os tartãs começaram a ser usados apenas no século XVIII. A falta de tecnologia, indispensável para a imensa quantidade de diferentes combinações de tons que classificam os vários clãs, impossibilitava o tingimento homogêneo do fio, necessário para a confecção da padronagem xadrez complexa dos tartãs. Contudo, existe evidência da existência de tartãs que datam do século III a.C. Escavações arqueológicas, perto de Falkirk descobriram um jarro de terracota com moedas de prata, no qual um pedaço de pano xadrez, nas cores marrom (castanha) e branca, fora usado como tampa.
Referências a tartãs ocorrem em vários documentos, pinturas e ilustrações. Uma carta patente em favor de Hector MacLean of Duart, de 1587, garante a concessão de terras em Islay e detalha o pagamento de 60 ells de tecido nas cores branca, preta e verde (as cores do tartã de caça do clã MacLean of Duart).